# Starship (Band)
Starship ist eine 1985 gegründete amerikanische Rockband. Durch die Änderung der musikalischen Stilrichtung sowie den Verlust wichtiger Mitglieder schuf sich die Band Jefferson Starship, vormals Jefferson Airplane, mit der Namensänderung eine neue Identität. Die erfolgreichsten Titel der Band sind We Built This City, Sara und Nothing’s Gonna Stop Us Now, die jeweils Platz 1 der US-Billboard-Charts erreichten.

## Geschichte
Im Juni 1984 verließ Paul Kantner, das letzte verbliebene Gründungsmitglied von Jefferson Airplane bzw. Jefferson Starship, die Band und unternahm rechtliche Schritte wegen des Namens gegen seine ehemaligen Bandkollegen. Man einigte sich außergerichtlich und es wurde eine Vereinbarung unterzeichnet, dass weder die Bezeichnungen „Jefferson“ noch „Airplane“ verwendet werden durften.
Die Band musste daraufhin 1985 ihren Namen ändern; sie ließ das „Jefferson“ weg und hieß fortan einfach „Starship“. Der Keyboarder David Freiberg blieb nach der Gerichtsverhandlung noch bei der Band und besuchte die Studioaufnahmen für das erste Album. Er war unzufrieden mit den Sessions, weil die ganze Keyboard-Arbeit im Studio von Peter Wolf (er spielte bei den Sessions für das Album Nuclear Furniture von Jefferson Starship und unterstützte die Band während der darauffolgenden Tour) erledigt wurde. Freiberg verließ die Band und das Album wurde mit den fünf übrigen Mitgliedern abgeschlossen, bestehend aus der Sängerin Grace Slick, dem Sänger Mickey Thomas, dem Gitarristen Craig Chaquico, dem Bassisten Pete Sears und dem Schlagzeuger Donny Baldwin. Im selben Jahr stieß Gabriel Katona zur Band und spielte Keyboard sowie Saxophon bis zum Ende des Jahres 1986.
Das erste Album Knee Deep in the Hoopla wurde im September 1985 veröffentlicht und beinhaltete zwei US-Nummer-eins-Hits: Der erste ist We Built This City, von Bernie Taupin, Martin Page, Dennis Lambert und Peter Wolf geschrieben und von dem Grammy-Gewinner Bill Bottrell und von Jasun Martz produziert; der zweite ist das Lied Sara. Das Album selbst erreichte in den USA Platz 7, dort wurde es mit Platin ausgezeichnet, außerdem wurden mit Tomorrow Doesn’t Matter Tonight (Platz 26) und Before I Go (Platz 68) zwei weitere Singles veröffentlicht.
Im Januar 1987 kam ihr Song Nothing’s Gonna Stop Us Now durch den Film Mannequin direkt auf Platz 1. Mit 47 Jahren war Grace Slick die älteste Frau, die je einen Nummer-eins-Song in den USA gesungen hatte. Sie hielt diesen Rekord, bis die damals 52-jährige Sängerin Cher ihn 1998 mit ihrem Song Believe brach.
Als im Juni 1987 das zweite Album No Protection veröffentlicht wurde, hatte Pete Sears die Band bereits verlassen. Er spielte danach mit den ehemaligen Jefferson-Airplane-Mitgliedern Jorma Kaukonen und Jack Casady zehn Jahre zusammen. No Protection wurde erst sechs Monate nach Nothing’s Gonna Stop Us Now herausgebracht und kam in den Charts bis auf Platz 12. Danach erschienen mit It’s Not Over (’Til It’s Over) (Platz 9) und Beat Patrol (Platz 46) noch zwei weitere Singles. Der letzte Song auf dem Album, Set the Night to Music, wurde später ein großer Hit, neu aufgenommen als Duett zwischen Roberta Flack und Maxi Priest. Für die darauffolgende „No Protection-Tour“ wurde Brett Bloomfield als neuer Bassist und Mark Morgan als neuer Keyboarder eingestellt.
1988 verließ Grace Slick Starship, um mit den neu reformierten Jefferson Airplane ein Album aufzunehmen, bevor sie ankündigte, musikalisch in den Ruhestand zu gehen. Nachdem Kantner, Sears und Freiberg die Band verlassen hatten, waren alle neuen und übrigen Mitglieder mehr als ein Jahrzehnt jünger als sie. Bis zum heutigen Tag meint Slick, dass alte Menschen nicht mehr auf eine Rock-’n’-Roll-Bühne gehören. Danach erschien die Single Wild Again, die trotz Mithilfe des Films Cocktail nur Platz 73 in den amerikanischen Charts erreichte.
Mit Mickey Thomas als nun einzigem Sänger der Band wurde im August 1989 das Album Love Among the Cannibals veröffentlicht, und Starship gingen auf Tour, um das Album zu promoten, aber die Tour war nicht erfolgreich. Das Album erreichte nur Platz 64 der Charts. Ende September 1989, während sich die Band in Scranton, Pennsylvania für ein Konzert aufhielt, gerieten Donny Baldwin und Mickey Thomas in einen heftigen Streit, in dem Thomas schwer verletzt wurde, woraufhin ihm zwei Titanplatten in den Schädel implantiert werden mussten. Baldwin wurde unmittelbar danach von der Band gefeuert. Der Rest der Tour wurde verschoben, bis sich Thomas erholt hatte und in der Lage war, wieder aufzutreten.
Nachdem Thomas wieder genesen war, setzte die Gruppe ihre Tour fort. Mit It’s Not Enough erschien eine zweite Single, die Platz 12 der US-Charts erreichte, während die dritte, I Didn’t Mean to Stay All Night, es nur auf Platz 75 schaffte. Mit Kenny Stayripolous wurde ein neuer Schlagzeuger eingestellt, ferner wurden zwei weibliche Backgroundsängerinnen, Christina Marie Saxton und Melisa Kary, hinzugenommen. Nach dem Ende der „Cannibals-Tour 1990“ teilte Craig Chaquico, das letzte verbliebene Jefferson-Starship-Originalmitglied mit, dass die Band Verluste mache. Thomas machte unter anderem die Unterbrechung der Tour dafür verantwortlich, dennoch blieb Love Among the Cannibals sein Lieblingsalbum von Starship.
Im Mai 1991 brachte die Plattenfirma RCA ein Greatest-Hits-Album auf den Markt. Greatest Hits (Ten Years and Change 1979-1991) beinhaltet zwei neue Tracks, einen mit Thomas und Chaquico aufgenommen, der andere nur mit Thomas sowie einigen Studiomusikern. Mit Good Heart (Platz 81) wurde die einzige Single ausgekoppelt. Für eine kurze Zeit dachte man, dass Starship und Mickey Thomas weitermachen würden, aber Manager Bill Thompson und die Plattenfirma RCA beschlossen, die Band aufzulösen. Thomas ging ab 1992 unter dem Namen Starship featuring Mickey Thomas mit unterschiedlichem Personal regelmäßig auf Tour. Währenddessen wurde Jefferson Starship durch Paul Kantner wiederbelebt.
2006 schloss sich mit Stephanie Calvert wieder eine Sängerin der Band an. Im November 2010 kündigte Mickey Thomas auf seiner Webseite an, dass ein neues Starship-Album mit dem Namen Loveless Fascination im Sommer oder Herbst 2011 veröffentlicht werde. Das Album kam schließlich erst im September 2013 heraus. Es konnte sich, ebenso wie die Single-Auskopplung It’s Not the Same as Love, nicht in den Charts platzieren.

## Diskografie

### Studioalben
| Jahr | Titel                    | Höchstplatzierung, Gesamtwochen, AuszeichnungChartplatzierungen (Jahr, Titel, Platzierungen, Wochen, Auszeichnungen, Anmerkungen) | Höchstplatzierung, Gesamtwochen, AuszeichnungChartplatzierungen (Jahr, Titel, Platzierungen, Wochen, Auszeichnungen, Anmerkungen) | Höchstplatzierung, Gesamtwochen, AuszeichnungChartplatzierungen (Jahr, Titel, Platzierungen, Wochen, Auszeichnungen, Anmerkungen) | Höchstplatzierung, Gesamtwochen, AuszeichnungChartplatzierungen (Jahr, Titel, Platzierungen, Wochen, Auszeichnungen, Anmerkungen) | Anmerkungen                              |
| Jahr | Titel                    | DE | CH | UK | US | Anmerkungen                              |
| ---- | ------------------------ | --- | --- | --- | --- | ---------------------------------------- |
| 1985 | Knee Deep in the Hoopla  | DE45 (14 Wo.)DE | CH29 (2 Wo.)CH | — | US7 Platin · (50 Wo.)US | Erstveröffentlichung: 10. September 1985 |
| 1987 | No Protection            | DE20 (9 Wo.)DE | CH11 (3 Wo.)CH | UK26 (5 Wo.)UK | US12 Gold · (25 Wo.)US | Erstveröffentlichung: 29. Juni 1987      |
| 1989 | Love Among the Cannibals | — | — | — | US64 (18 Wo.)US | Erstveröffentlichung: 15. August 1989    |
| 2013 | Loveless Fascination     | — | — | — | — | Erstveröffentlichung: 17. September 2013 |

### Kompilationen
- 1991: Greatest Hits (Ten Years and Change 1979–1991)
- 1993: The Best of Starship
- 2003: Forever Gold
- 2012: Playlist: The Very Best of Starship
- 2022: Starship: Greatest Hits Relaunched

### Singles
| Jahr | Titel Album                                               | Höchstplatzierung, Gesamtwochen, AuszeichnungChartplatzierungen (Jahr, Titel, Album, Platzierungen, Wochen, Auszeichnungen, Anmerkungen) | Höchstplatzierung, Gesamtwochen, AuszeichnungChartplatzierungen (Jahr, Titel, Album, Platzierungen, Wochen, Auszeichnungen, Anmerkungen) | Höchstplatzierung, Gesamtwochen, AuszeichnungChartplatzierungen (Jahr, Titel, Album, Platzierungen, Wochen, Auszeichnungen, Anmerkungen) | Höchstplatzierung, Gesamtwochen, AuszeichnungChartplatzierungen (Jahr, Titel, Album, Platzierungen, Wochen, Auszeichnungen, Anmerkungen) | Höchstplatzierung, Gesamtwochen, AuszeichnungChartplatzierungen (Jahr, Titel, Album, Platzierungen, Wochen, Auszeichnungen, Anmerkungen) | Anmerkungen                           |
| Jahr | Titel Album                                               | DE | AT | CH | UK | US | Anmerkungen                           |
| ---- | --------------------------------------------------------- | --- | --- | --- | --- | --- | ------------------------------------- |
| 1985 | We Built This City Knee Deep in the Hoopla                | DE10 (12 Wo.)DE | AT21 (6 Wo.)AT | CH8 (10 Wo.)CH | UK12 Platin · (16 Wo.)UK | US1 Gold · (24 Wo.)US | Erstveröffentlichung: 1. August 1985  |
| 1985 | Sara Knee Deep in the Hoopla                              | DE15 (12 Wo.)DE | AT15 (10 Wo.)AT | CH9 (7 Wo.)CH | UK66 (7 Wo.)UK | US1 (20 Wo.)US | Erstveröffentlichung: Dezember 1985   |
| 1986 | Tomorrow Doesn’t Matter Tonight Knee Deep in the Hoopla   | — | — | — | — | US26 (13 Wo.)US | Erstveröffentlichung: 1986            |
| 1986 | Before I Go Knee Deep in the Hoopla                       | — | — | — | — | US68 (7 Wo.)US | Erstveröffentlichung: 1986            |
| 1987 | Nothing’s Gonna Stop Us Now No Protection                 | DE3 (20 Wo.)DE | AT3 (16 Wo.)AT | CH4 (18 Wo.)CH | UK1 ×2Doppelplatin · (20 Wo.)UK | US1 Gold · (22 Wo.)US | Erstveröffentlichung: 30. Januar 1987 |
| 1987 | It’s Not Over (’Til It’s Over) No Protection              | DE57 (6 Wo.)DE | — | — | UK86 (4 Wo.)UK | US9 (16 Wo.)US | Erstveröffentlichung: 1987            |
| 1987 | Beat Patrol No Protection                                 | — | — | — | — | US46 (10 Wo.)US | Erstveröffentlichung: 1987            |
| 1988 | Wild Again Love Among the Cannibals                       | — | — | — | — | US73 (8 Wo.)US | Erstveröffentlichung: 1988            |
| 1989 | It’s Not Enough Love Among the Cannibals                  | — | — | — | UK87 (2 Wo.)UK | US12 (16 Wo.)US | Erstveröffentlichung: 1989            |
| 1989 | I Didn’t Mean to Stay All Night Love Among the Cannibals  | — | — | — | — | US75 (8 Wo.)US | Erstveröffentlichung: 1989            |
| 1991 | Good Heart Greatest Hits (Ten Years and Change 1979-1991) | — | — | — | — | US81 (4 Wo.)US | Erstveröffentlichung: 19. April 1991  |

Weitere Singles
- 1988: Set the Night to Music
- 2007: Get Out Again
- 2013: It’s Not the Same As Love
- 2014: We Dream in Color
- 2016: My Woman

## Auszeichnungen für Musikverkäufe
| Goldene Schallplatte - Australien - 1985: für die Single We Built This City - 1987: für die Single Nothing’s Gonna Stop Us Now - Dänemark - 2022: für die Single We Built This City - Kanada - 1985: für die Single We Built This City - 1987: für das Album No Protection - 1987: für die Single Nothing’s Gonna Stop Us Now - Schweden - 1987: für die Single Nothing’s Gonna Stop Us Now | Platin-Schallplatte - Kanada - 1986: für das Album Knee Deep in the Hoopla - Spanien - 2025: für die Single Nothing’s Gonna Stop Us Now 2× Platin-Schallplatte - Neuseeland - 2024: für die Single Nothing’s Gonna Stop Us Now 3× Platin-Schallplatte - Neuseeland - 2023: für die Single We Built This City |

Anmerkung: Auszeichnungen in Ländern aus den Charttabellen bzw. Chartboxen sind in ebendiesen zu finden.
| Land/RegionAuszeichnungen für Musikverkäufe (Land/Region, Auszeichnungen, Verkäufe, Quellen) | Gold       | Platin       | Verkäufe  | Quellen              |
| -------------------------------------------------------------------------------------------- | ---------- | ------------ | --------- | -------------------- |
| Australien (ARIA)                                                                            | 2× Gold2   | —            | 70.000    | Einzelnachweise      |
| Dänemark (IFPI)                                                                              | Gold1      | —            | 45.000    | ifpi.dk              |
| Kanada (MC)                                                                                  | 3× Gold3   | Platin1      | 250.000   | musiccanada.com      |
| Neuseeland (RMNZ)                                                                            | —          | 5× Platin5   | 150.000   | radioscope.co.nz     |
| Schweden (IFPI)                                                                              | Gold1      | —            | 25.000    | sverigetopplistan.se |
| Spanien (Promusicae)                                                                         | —          | Platin1      | 60.000    | elportaldemusica.es  |
| Vereinigte Staaten (RIAA)                                                                    | 3× Gold3   | Platin1      | 2.500.000 | riaa.com             |
| Vereinigtes Königreich (BPI)                                                                 | —          | 3× Platin3   | 1.800.000 | bpi.co.uk            |
| Insgesamt                                                                                    | 10× Gold10 | 11× Platin11 |           |                      |